# Giro delle Fiandre 2023
Il Giro delle Fiandre 2023, centosettesima edizione della corsa e valida come quattordicesima prova dell'UCI World Tour 2023 categoria 1.UWT, si svolse il 2 aprile 2023 su un percorso di 273,4 km, con partenza da Bruges e arrivo a Oudenaarde, in Belgio. La vittoria fu appannaggio dello sloveno Tadej Pogačar il quale completò il percorso in 6h12'01" alla media di 44,673 km/h precedendo l’olandese Mathieu van der Poel e il danese Mads Pedersen.
Sul traguardo di Oudenaarde, 96 ciclisti su 175 partiti da Bruges portarono a termine la corsa.

## Squadre e corridori partecipanti
| N.      | Cod. | Squadra                  |
| ------- | ---- | ------------------------ |
| 1-7     | ADC  | Alpecin-Deceuninck       |
| 11-17   | TJV  | Jumbo-Visma              |
| 21-27   | UAD  | UAE Team Emirates        |
| 31-37   | ACT  | AG2R Citroën Team        |
| 41-47   | LTD  | Lotto Dstny              |
| 51-57   | TFS  | Trek-Segafredo           |
| 61-67   | IGD  | Ineos Grenadiers         |
| 71-77   | SOQ  | Soudal Quick-Step        |
| 81-87   | JAY  | Team Jayco AlUla         |
| 91-97   | EFE  | EF Education-EasyPost    |
| 101-107 | TBV  | Bahrain Victorious       |
| 111-117 | ICW  | Intermarché-Circus-Wanty |
| 121-127 | DSM  | Team DSM                 |

| N.      | Cod. | Squadra                |
| ------- | ---- | ---------------------- |
| 131-137 | BOH  | Bora-Hansgrohe         |
| 141-147 | AST  | Astana Qazaqstan Team  |
| 151-157 | COF  | Cofidis                |
| 161-167 | IPT  | Israel-Premier Tech    |
| 171-177 | Q36  | Q36.5 Pro Cycling Team |
| 181-187 | ARK  | Team Arkéa-Samsic      |
| 191-197 | GFC  | Groupama-FDJ           |
| 201-207 | MOV  | Movistar Team          |
| 211-217 | TEN  | TotalEnergies          |
| 221-227 | BWB  | Bingoal WB             |
| 231-237 | TFB  | Team Flanders-Baloise  |
| 241-247 | UXT  | Uno-X Pro Cycling Team |

## Ordine d'arrivo (Top 10)
| Pos. | Corridore            | Squadra  | Tempo    |
| ---- | -------------------- | -------- | -------- |
| 1    | Tadej Pogačar        | UAE      | 6h12'01" |
| 2    | Mathieu van der Poel | Alpecin  | a 16"    |
| 3    | Mads Pedersen        | Trek     | a 1'12"  |
| 4    | Wout Van Aert        | Jumbo    | s.t.     |
| 5    | Neilson Powless      | EF       | s.t.     |
| 6    | Stefan Küng          | Groupama | s.t.     |
| 7    | Kasper Asgreen       | Soudal   | s.t.     |
| 8    | Fred Wright          | Bahrain  | s.t.     |
| 9    | Matteo Jorgenson     | Movistar | a 1'19"  |
| 10   | Matteo Trentin       | UAE      | a 2'49"  |